# HD 291
HD 291 — звезда, которая находится в созвездии Андромеда на расстоянии около 339 световых лет от нас.

## Характеристики
HD 291 — звезда F-класса 8,019m величины, не видимая невооружённым глазом. Впервые в астрономической литературе она упоминается в каталоге Генри Дрейпера, изданном в начале XX века. Она имеет массу, равную 1,33 массы Солнца. Возраст звезды оценивается приблизительно в 2,4 миллиарда лет. Планет в данной системе пока обнаружено не было.